# Elmer (West Sussex)
Elmer – wieś w Anglii, w hrabstwie West Sussex, w dystrykcie Arun. Leży 13 km na wschód od miasta Chichester i 87 km na południowy zachód od Londynu.